# Успішні виступи на TED. Рецепти найкращих спікерів (книжка)
Успішні виступи на TED. Рецепти найкращих спікерів (англ. TED Talks: The Official TED Guide to Public Speaking by Chris J. Anderson) - книжка Кріса Андерсона, куратора TED; бестселер New York Times. Вперше опублікована 3 травня 2016 року. В 2016 перекладена українською мовою видавництвом «Наш формат» (перекладач -	Олександра Асташова).

## Огляд книги
«Ніхто в світі так не розуміє мистецтво та науку публічних виступів як Кріс Андерсон», - Елізабета Гілберт, автор бестселерів Big Magic та The Signature of All Things. 
«Безцінний путівник», - Publishers Weekly. 
Автор ділиться промовами найвидатніших спікерів, з якими йому вдалось попрацювати особисто, та слова яких надихають всіх слухачів. Біл Гейтс, Елізабет Гілберт, Аманда Палмер, Стівен Пінкер, Моніка Левінські та десятки інших розповідають про все - від того чим наповнити зміст свого виступу до того, що одягти на сцену. 
Ретельно продумані короткі промови можуть пробудити співчуття, співпереживання, порозуміння, стати джерелом знань та породити спільну мрію. Правильно вибудуваний усний виступ має набагато більшу силу ніж написаний текст. 
Як написати промову та підкорити глядачів на сцені? Чи можна навчитись потужним та впливовим публічним виступам? Насправді, єдиної формули не існує. Так само як і дві промови ніколи не будуть ідентичними. Але все ж існують інструменти, які здатні наділити силою кожного спікера.  
Ваша ціль - розповісти те, що можете розповісти тільки ви в своїй особливій манері. 
Перший посібник ХХІ ст. про ефективне спілкування. Книжка стане корисною для тих, хто готовий донести свої ідеї до широкого загалу та запалити нею серця слухачів. 

## Переклад українською
- Андерсон, Кріс. Успішні виступи на TED. Рецепти найкращих спікерів / пер. Олександра Асташова. К.: Наш Формат, 2016. —  256 с. — ISBN 978-617-7279-80-7